# Calamus flagellum
Calamus flagellum är en enhjärtbladig växtart som beskrevs av William Griffiths och Carl Friedrich Philipp von Martius. Calamus flagellum ingår i släktet Calamus och familjen Arecaceae. Inga underarter finns listade i Catalogue of Life.